# Mühldorf am Inn
Mühldorf am Inn városa járásközpont, vasúti csomópont Németországban, Bajorország területén, az Inn folyó partján. Lakosainak száma 21 860 fő (2023. december 31.).

## Magyar vonatkozások
Számos magyar vonatkozása van: 1944-1945 között több, mint négyezer magyart deportáltak a dachaui koncentrációs táborhoz tartozó mühldorfi lágerekbe. Mühldorfban van a táborban megölt Bródy Imre és más magyar kivégzettek jelképes sírhelye is.
A városban 2014-től működik a Boldog Gizella Hétvégi Iskola, amely a környék összes általános és középiskolás magyar származású tanulóinak tanítja a "Magyar, mint származási nyelv" és a "Német mint második nyelv" c. iskolai tantárgyakat.

## Nevezetességek
1971-ben a város közelében, Gweng településrész mellett, az Inn partfalában találtak rá a Gomphotherium őselefánt 11 millió évesre datált, szinte teljes csontvázára, amelynek rekonstrukcióját a Müncheni Palaeontológiai Múzeumban végezték el, majd az öntet egyik példányát kiállították Mühlendorf körzeti múzeumában is.

## Népesség
A település népessége az elmúlt években az alábbi módon változott:
| Lakosok száma | 2283 | 10 427 | 12 638 | 14 636 | 17 296 | 18 305 | 19 660 | 20 123 | 21 254 | 21 860 |
|               | 1875 | 1950   | 1975   | 1987   | 2012   | 2014   | 2016   | 2017   | 2021   | 2023   |

## Testvérvárosai
Cegléd, (Magyarország)